# Méthode de Coombs
La méthode de Coombs est un système électoral par vote préférentiel inventé par Clyde Coombs vers 1954. Il ressemble au vote à second tour instantané et n'en diffère que par son système d'élimination.

## Mise en œuvre
Voici le fonctionnement détaillé de la méthode de Coombs :
1. Classement des candidats par les électeurs :
  - Chaque électeur classe les candidats en fonction de ses préférences, par exemple :
    - 1er choix : candidat A
    - 2e choix : candidat B
    - 3e choix : candidat C

  - Tous les candidats sont classés dans l’ordre de préférence par chaque électeur.
2. Critère d'élimination :
  - Contrairement à d'autres méthodes de vote par classement (comme le vote alternatif), la méthode de Coombs se concentre sur les votes de dernier rang.
  - À chaque tour de dépouillement, on identifie le candidat qui a été le plus souvent classé en dernière position (c'est-à-dire celui qui est le moins apprécié globalement). Ce candidat est éliminé du scrutin.
3. Redistribution des préférences :
  - Une fois le candidat éliminé, les votes sont recalculés en prenant en compte les classements restants des électeurs.
  - Par exemple, si le candidat éliminé était le 1er choix d’un électeur, son 2e choix devient son nouveau 1er choix, et ainsi de suite.
4. Processus répétitif :
  - Ce processus (élimination du candidat le plus souvent classé dernier, recalcul des préférences) est répété à chaque tour.
  - À chaque étape, un candidat est éliminé, jusqu’à ce qu’il ne reste qu’un seul candidat dans la course.
5. Désignation du gagnant :
  - Le dernier candidat restant est déclaré gagnant.

## Exemple
Imaginons que quatre villes soient sollicitées pour déterminer la ville où sera construit l'hôpital les concernant.
Imaginons d'autre part que la ville A regroupe 42 % des votants, la ville B 26 % des votants, la ville C 15 % des votants et la ville D 17 % des votants
Il est certain que chaque habitant souhaite que l'hôpital soit le plus proche possible de sa ville. On obtient donc le classement suivant :
| Ville A (42 %)                              | Ville B (26 %)                              | Ville C (15 %)                              | Ville D (17 %)                              |
| ------------------------------------------- | ------------------------------------------- | ------------------------------------------- | ------------------------------------------- |
| 1. Ville A 2. Ville B 3. Ville C 4. Ville D | 1. Ville B 2. Ville C 3. Ville D 4. Ville A | 1. Ville C 2. Ville D 3. Ville B 4. Ville A | 1. Ville D 2. Ville C 3. Ville B 4. Ville A |

Aucune ville ne recueille la majorité des suffrages. La ville A a été placée en dernier dans 58 % des bulletins, elle est donc éliminée. On barre alors la ville A de tous les bulletins. La ville B passe alors en premier choix parmi les votants de la ville A, elle voit donc son score augmenter de 42 points.
La ville B recueille alors 68 % des votes. C'est la majorité absolue.
C'est donc dans la ville B que sera construit l'hôpital.
La méthode Condorcet et la méthode Borda auraient donné la ville B comme gagnante, le vote alternatif la ville D, le scrutin majoritaire à un tour aurait donné la ville A.

## Avantages
L'électeur peut s'exprimer sur l'ensemble des candidats.
Utilisé dans le cadre du vote par circonscription, il favorise les partis capables de s'entendre pour proposer aux électeurs une stratégie de transfert. Ainsi ce système de vote favorise souvent les partis modérés ou centristes.[réf. nécessaire]

## Inconvénients

### Mise en œuvre pratique lourde
Ce système de vote requiert en pratique un système de machine à voter. Il est lourd à mettre en œuvre si tout doit être fait à la main, depuis la production de leur liste de choix par les électeurs, jusqu'au dépouillement. En effet il faut décompter d'une part le nombre de fois où chaque candidat est en tête (pour arrêter le processus dès que la majorité est atteinte), d'autre part le nombre de fois où il est dernier. Et ce, en tenant compte des possibles erreurs (bulletin avec ex aequo, incomplets, etc.). En pratique cela revient à non seulement compter les bulletins, mais en plus à les trier, et re-trier autant de fois qu'il y a de candidats à éliminer, (en utilisant par exemple un tableau carré, chaque ligne correspondant aux bulletins qui mettent un candidat en tête, chaque colonne aux bulletins qui le classe dernier), ce qui est complexe, lent et source de litige.
Les listes de choix peuvent être préfabriquées dans le cas où il n'y a que 3 (éventuellement 4) candidats : on peut alors faire imprimer des bulletins-classement pour chacun des classements de candidat possibles... soit 6 bulletins distincts dans le cas de 3 candidats (24 bulletins distincts dans le cas de 4 candidats). Pour 5 candidats (il y aurait 120 classements possibles) ou plus, il est plus simple de faire appel à une machine qui produira le bulletin (en évitant les erreurs qui en feraient un bulletin nul) puis à une autre machine qui fera le décompte automatiquement.

### Possibilité de fraude: violation du secret
Comme tout système électoral à préférences multiples ordonnées, cette méthode présente une faille de sécurité concernant l'anonymat du vote permettant de faire pression sur un votant : avec suffisamment de candidats (et moins de 10 suffisent), il devient possible d'obliger un électeur à voter pour un candidat précis en lui assignant une combinaison de vote suffisamment improbable pour n'être pas le fruit d'un hasard et servant de signature. La vérification de la présence de cette combinaison au moment du dépouillement permet de contrôler si l'électeur a bien respecté la consigne imposée.